# Spel op leven en dood
Spel op leven en dood is een hoorspel van Marran Gosov. Mühle werd op 18 september 1965 uitgezonden door de Südwestfunk. In een vertaling van Ben Heuer zond de KRO het uit in het programma Dinsdagavondtheater van dinsdag 15 november 1966. De regisseur was Léon Povel. Het hoorspel duurde 46 minuten. Op 5 december 1971 zond de BRT een versie van Herman Niels uit onder de titel  Mühle.

## Rolbezetting
- Jacques Snoek (Costa Petrov)
- Paul Deen (Kyrill Boenin)
- Han König (Poppov)

## Inhoud
Costa speelt waldhoorn, op z’n eentje en tevreden. Dan krijgt hij bezoek van Boenin, een vreemdeling, die een speelbord bij zich heeft en met hem ‘molenspel’ wil spelen. Boenin wint. Hij wint altijd, zegt hij, want hij pakt het wetenschappelijk aan. Met de overtuiging steeds de betere, de sterkere, de slimmere speler te zijn, speelt hij het klaar om ook tegen Costa te winnen. Maar dan komt er verandering: Costa schenkt hem wijn in, braadt voor hem een haasje en brengt door zijn zachte, soepele aanpak geleidelijk Boenins zelfvertrouwen aan het wankelen - plots is hij de sterkere die wint. En nadat hij Boenin verslagen heeft, neemt Costa het speelbord en bespeurt voor het eerst een groot zelfvertrouwen. Hij begeeft zich op weg om nu aan anderen zijn wil op te dringen en macht over hen uit te oefenen...